# 东坡底乡
东坡底乡，是中华人民共和国山西省吕梁市交城县下辖的一个乡镇级行政单位。2021年5月28日，将原会立乡的窑儿上、柏叶口、岔口、会立、神堂坪5个村委会划归东坡底乡管辖。

## 行政区划
东坡底乡下辖以下地区：
石沙峪口村、冯家沟口村、惠家庄村、贺家沟村、杜里会村、大塔村、逯家岩村、东坡底村、李家沟村、康家社村、燕家庄村、王家沟村、舍科村和鱼儿村。